# Hallescher FC
Hallescher FC, tidigare Hallescher FC Chemie, går ibland även under sitt äldre namn Chemie Halle, är en tysk fotbollsklubb från Halle an der Saale. Klubben spelar i 3. Liga, den tredje högsta nivån i det tyska fotbollsligasystemet. 
Under många år var Halle i Östtysklands högstaliga DDR-Oberliga fram till Tysklands återförening. Likt många andra lag från det forna öst drabbades det av den ekonomiska och demografiska nedgången i regionen under 1990-talet och föll ner till amatörligorna. Sedan 2000 har dock Hallescher FC avslutat sin nedåtgående trend och säsongen 2011-2012 återvände de till en professionell fotbollsliga efter 20 års frånvaro.